# Wackerbarthstraße
Die Wackerbarthstraße ist eine Innerortsstraße der sächsischen Stadt Radebeul, gelegen im Stadtteil Naundorf direkt (süd-)östlich des Anwesens von Schloss Wackerbarth.

Aussicht vom Jacobstein: Senkrecht ins Bild verläuft die Wackerbarthstraße, rechts liegt Schloss Wackerbarth. Am Fuß des Berghangs verläuft Am Jacobstein.

## Ortslage und Bebauung
Das Anwesen von Schloss Wackerbarth liegt in etwa rechteckig unterhalb des Bergrückens von Himmelsbusch und Ebenberge. Die Meißner Straße bildet die Begrenzung am Fuß des Anwesens, links (mit Blick auf die Berge) liegt die Mittlere Bergstraße, die dann nach Nordwesten abknickt und Richtung Coswig verläuft. Die rechte Begrenzung bildet die Wackerbarthstraße, die von der Meißner Straße zur Straße Am Jacobstein verbindet.
Die einzige Adresse dort ist Wackerbarthstraße 1, die Adresse zum Schloss Wackerbarth bzw. zum Betriebsgebäude des Sächsischen Staatsweinguts Schloss Wackerbarth. Die Straße bildet die Zuwegung für Besucher und Touristen mit zahllosen Parkmöglichkeiten, die ehemalige Adresse Am Jacobstein 44 am Fuß des Berges ist nur noch betriebliche Zufahrt, die jedoch auch genutzt wird, wenn z. B. Oldtimercorsos auf dem Innenhof aufgestellt werden.
Zu DDR-Zeiten verschwand der öffentliche Weg hinter dem Zaun des Volksweinguts, nach der Wende wurde er wieder öffentlich.
Die zum Areal Schloss Wackerbarths gehörende Westseite der Straße sowie das dortige moderne Produktionsgebäude gehören nicht zur denkmalpflegerischen Sachgesamtheit Schloss Wackerbarth, liegen jedoch im Denkmalschutzgebiet Historische Weinberglandschaft Radebeul.

## Benamung
Die ursprünglich Niederlößnitzer Straße genannte Verkehrsverbindung soll 1933 in Wackerbarthstraße umbenannt worden sein, trug diesen Namen jedoch schon spätestens 1924.
Noch 1903 war die Friedrichstraße, also Am Jacobstein, nur bis zur Friedsteinstraße ausgebaut und führte dann durch diese zur Meißner Straße. Geradeaus weiter bis Schloss Wackerbarth und dann darum herum, ohne die Meißner Straße zu berühren, führte die Friedrichstraße als nicht befahrbare Straße weiter bis zur Kreuzung westlich des Schlosses von Johannisbergstraße mit der Mittleren Bergstraße.

## Anwohner
Zahlreiche Anwohner sind zu vermerken, siehe dazu Schloss Wackerbarth #Geschichte.